# Beethovenův altán
Beethovenův altán stojí při Okružní cestě v lázeňských lesích jihovýchodně od města Karlovy Vary. Patří mezi četné altány postavené lázeňským hostům a turistům k zastavení a odpočinku.

## Historie
Altán byl původně postaven v upomínku na jediný karlovarský koncert slavného německého hudebního skladatele Ludwiga van Beethovena. Skladatel se v Karlových Varech léčil a společně s italským houslistou G. B. Polledrem odehráli 6. srpna 1812 benefiční koncert na pomoc obyvatelům lázní Baden u Vídně, které tehdy vyhořely.
Svoji současnou podobu získal altán v roce 1984. Byl postaven na místě staršího objektu dělníky organizace Lázeňské lesy podle vlastního návrhu dlouholetého zaměstnance organizace, truhláře a tesaře Jana Radosty.

## Popis
Altán z roku 1984 je na rozdíl od původní stavby zcela otevřen a působí lehce a vzdušně. Konstrukce je úhelníková z dřevěných hranolů, které nesou široce rozprostřenou šestibokou střechu. V roce 2007 byl altán včetně střechy nově natřen. Roku 2014 byla nutná celková rekonstrukce, kterou spolufinancoval syn zpracovatele návrhu altánu Jan Radosta mladší.
Objekt je celoročně volně přístupný.